# Escola Secundária Francisco Franco
A Escola Secundária Francisco Franco, também conhecida como Escola Industrial, é uma escola do ensino secundário da rede pública da cidade do Funchal, Região Autónoma da Madeira. É a herdeira institucional da antiga Escola Industrial e Comercial do Funchal. O seu nome homenageia o patrono da escola, o escultor madeirense Francisco Franco de Sousa.
É uma escola de referência na região e no país, não só por ter sido pioneira no ensino tecnológico, como por ser uma das duas escolas públicas exclusivamente secundárias do Funchal com uma população escolar elevada, ultrapassando os dois mil alunos.

## História
A Escola Secundária de Francisco Franco tem as suas origens na primeira escola de ensino industrial na Madeira. O ensino industrial em Portugal resultou da necessidade de se formar mão-de-obra especializada, consequência da Revolução Industrial e, no plano nacional, da Revolução Liberal e da Regeneração.
Na Madeira, cria-se por decreto de 10 de janeiro de 1889, a primeira escola de desenho industrial. A Escola de Desenho Industrial Josefa de Óbidos é instalada na Rua de Santa Maria, no Funchal, e conta com 260 alunos.  Em 1891, muda de nome para Escola de Desenho Industrial de António Augusto de Aguiar.
A partir de 5 de outubro de 1893, passa a incluir os cursos gerais de nível elementar e os cursos industriais de bordadeira, costureira, serralheiro civil, marceneiro e carpinteiro civil. Neste altura a escola muda de instalações. Em 1895/96, há outra mudança de instalações para a Rua João Tavira.
Com o decreto de 24 de dezembro de 1901, de escola desenho industrial passa a escola industrial, e muda de designação para Escola Industrial António Augusto de Aguiar.
A 11 de setembro de 1925, passa a escola industrial e comercial e o nome altera-se novamente, passando a Escola Industrial e Comercial de António Augusto de Aguiar.
Em 1938, a escola passa a funcionar entre a Rua das Hortas e a Travessa do Nogueira (onde hoje existe o Centro de Saúde do Bom Jesus e o Prédio da Caixa), num edifício com adaptações feitas pela Junta Geral do Distrito Autónomo do Funchal, o Asilo dos Velhinhos.
Em 1947, inicia-se a procura por um novo edifício e, em 1951, tem começo a construção de novas instalações à responsabilidade do arquiteto António do Couto Martins. Neste último ano, a escola também altera o nome para Escola Industrial e Comercial do Funchal e passa a incluir o ciclo preparatório. As obras, na atual localização da escola na Rua João de Deus, ficam concluídas em 1958.
De 1969 a 1973, a Escola Industrial e Comercial do Funchal e a Escola Preparatória Gonçalves Zarco funcionam no mesmo espaço. No ano letivo de 1974-1975, parte da escola preparatória transita para o Colégio dos Jesuítas (edifício hoje ocupado pela Universidade da Madeira e pela Universidade Católica).
Tendo sido, no passado, uma escola de ensino técnico, profissional (vertentes de eletricidade, mecânica e construção civil) e artístico, para que estava apetrechada em recursos humanos e materiais, determinaram alguma predominância destas áreas na atual escola, nos cursos das reformas de 1986 e 1991, apesar de terem passado a existir outras opções curriculares na escola. Na década de 1980, as escolas secundárias Francisco Franco e a Jaime Moniz são, ainda, as que recebem os alunos de toda a ilha, por inexistência doutro estabelecimento deste tipo. A massificação do ensino verificada desde o final dos anos 80 pressionou à construção de novas escolas, vindo a verificar-se nos últimos anos uma baixa significativa do número de alunos em relação aos que a ESFF suportara no início da década de 1990.
No ano de 1978, os liceus (como o Liceu de Jaime Moniz) e escolas técnicas passam a ter a designação única de escolas secundárias. Em 1979, o governo da república determina que as designações das escolas secundárias das ilhas sejam atribuídas pelos respectivos governos regionais. A 11 de janeiro de 1979, o Governo da Região Autónoma da Madeira, decide que, para esse fim, deveriam ser usados nomes de vultos madeirenses, deixando a decisão da escolha do patrono a cada comunidade escolar. Esta escola escolheu para seu patrono o escultor modernista madeirense Francisco Franco.

### Remodelações das instalações atuais
Desde a sua inauguração, o edifício atual já sofreu algumas obras. Ainda na década de 1960, foram realizadas algumas correções no interior e, no exterior, foram acabados os espaços de recreio dos alunos e campos de jogos para a prática de educação física, não incluídos, por razões orçamentais, na primeira fase da construção. Outras obras de correção e manutenção foram feitas na década de 1970. Nos anos 1980, em resposta ao crescente número de alunos e à evolução do ensino, foi sujeito a campanhas de manutenção, acrescentamento e readaptação de alguns dos seus espaços interiores e exteriores.
No início dos anos 90 foi construído um novo edifício anexo com 20 salas. Em 2007, foram construídos a poente, sobre o espaço do antigo campo de hóquei e pavilhão “provisório” de 10 salas (dos anos 70), o novo pavilhão polidesportivo e mais salas e laboratórios.
Em relação ao edifício inicial, o aspecto da fachada mantém-se preservado assim como o do espaço ajardinado que ladeia a entrada principal.

## Projectos
Em 2014, na qualidade de escola de referência nacional, participou do projecto Aula Aberta, visando a partilha de boas práticas educacionais nas disciplinas de Matemática e Português, promovido pela Sociedade Portuguesa de Matemática e pela Fundação Calouste Gulbenkian.
No ano lectivo 2022/2023, 5 estudantes criam o projeto ph7-SPAR que vence o Prémio Atlântico Júnior 2022/2023, atribuído pela FLAD e Ciência Viva – Agência Nacional para a Cultura Científica e Tecnológica.

## Ligações Externas
Site da Escola Secundária Francisco Franco